# Xã Franklin, Quận Miller, Missouri
Xã Franklin (tiếng Anh: Franklin Township) là một xã thuộc quận Miller, tiểu bang Missouri, Hoa Kỳ. Năm 2010, dân số của xã này là 2.641 người.